# Championnats d'Amérique centrale et des Caraïbes d'athlétisme 1971
Les 3es Championnats d'Amérique centrale et des Caraïbes d'athlétisme ont eu lieu à Kingston, en Jamaïque en 1971.

## Résultats

### Hommes
| Épreuve | Or                                                          | Or              | Argent                        | Argent          | Bronze                           | Bronze          |
| --- | ----------------------------------------------------------- | --------------- | ----------------------------- | --------------- | -------------------------------- | --------------- |
| 100 m | Don Quarrie Jamaïque                                        | 10 s 2          | Lennox Miller Jamaïque        | 10 s 2          | Pablo Montes Cuba                | 10 s 8          |
| 200 m | Don Quarrie Jamaïque                                        | 20 s 6          | Guillermo González Porto Rico | 21 s 3          | Pablo Montes Cuba                | 21 s 3          |
| 400 m | Alfred Daley Jamaïque                                       | 46 s 6          | Melesio Piña Mexique          | 47 s 4          | Raúl Dome Venezuela              | 47 s 6          |
| 800 m | Byron Dyce Jamaïque                                         | 1 min 49 s 7    | Leandro Civil Cuba            | 1 min 49 s 7    | Lennox Stewart Trinité-et-Tobago | 1 min 50 s 0    |
| 1 500 m | Byron Dyce Jamaïque                                         | 3 min 46 s 8    | Antonio Colón Porto Rico      | 3 min 47 s 5    | Carlos Martínez Mexique          | 3 min 48 s 2    |
| 5 000 m | Héctor Ortiz Porto Rico                                     | 14 min 25 s 6   | Rodolfo Gómez Mexique         | 14 min 25 s 8   | Lucirio Garrido Venezuela        | 14 min 30 s 0   |
| 10 000 m | Valentín Robles Mexique                                     | 31 min 32 s 0   | Victoriano López Guatemala    | 31 min 41 s 8   | Héctor Ortiz Porto Rico          | 31 min 53 s 0   |
| Semi-marathon | Andrés Romero Mexique                                       | 1 h 10 min 24 s | John Mowatt Jamaïque          | 1 h 12 min 46 s | Lucas Lara Cuba                  | 1 h 12 min 50 s |
| 3000 m steeple | Lucirio Garrido Venezuela                                   | 8 min 58 s 6    | Rigoberto Mendoza Cuba        | 8 min 58 s 8    | José Cobo Cuba                   | 9 min 11 s 6    |
| 110 m haies | Juan Morales Cuba                                           | 13 s 8          | Arnaldo Bristol Porto Rico    | 13 s 9          | Godfrey Murray Jamaïque          | 13 s 9          |
| 400 m haies | Juan García Cuba                                            | 52 s 1          | Francisco Dumeng Porto Rico   | 52 s 3          | Fernando Montelongo Mexique      | 52 s 7          |
| Saut en hauteur | Pedro Yequez Venezuela                                      | 1,98 m          | Lloyd Scott Jamaïque          | 1,95 m          | Miguel Durañona Cuba             | 1,95 m          |
| Saut à la perche | Roberto Moré Cuba                                           | 4,80 m          | Juan Laza Cuba                | 4,40 m          | Guillermo González Porto Rico    | 4,30 m          |
| Saut en longueur | George Swanston Trinité-et-Tobago                           | 7,43 m          | Wilfredo Maisonave Porto Rico | 7,38 m          | Abelardo Pacheco Cuba            | 7,19 m          |
| Triple saut | Pedro Pérez Cuba                                            | 15,94 m         | Juan Velázquez Cuba           | 15,42 m         | Tim Barrett Bahamas              | 15,32 m         |
| Lancer du poids | Benigno Hodelín Cuba                                        | 15,76 m         | Alfredo Leyva Cuba            | 15,33 m         | Jorge Marrero Porto Rico         | 14,96 m         |
| Lancer du disque | Bárbaro Cañizares Cuba                                      | 55,50 m         | Javier Moreno Cuba            | 54,44 m         | Leopold Blake Jamaïque           | 46,04 m         |
| Lancer du marteau | Víctor Suárez Cuba                                          | 56,54 m         | Jesús Fuentes Cuba            | 53,98 m         | Pedro Granell Porto Rico         | 53,54 m         |
| Lancer du javelot | Juan Jarvis Cuba                                            | 77,20 m         | Amado Morales Porto Rico      | 74,38 m         | Justo Perelló Cuba               | 71,40 m         |
| Décathlon | Orlando Pedroso Cuba                                        | 6779 pts        | Jesús Mirabal Cuba            | 6692 pts        | Dunstan Campbell Grenade         | 6105 pts        |
| 10 000 m marche | Lucas Lara Cuba                                             | 47 min 20 s 2   | Ismael Ávila Mexique          | 47 min 43 s 8   | Raúl González Mexique            | 49 min 35 s 2   |
| 4 × 100 m | Jamaïque Alfred Daley Carl Lawson Don Quarrie Lennox Miller | 39 s 2          | Porto Rico                    | 40 s 7          | Venezuela                        | 40 s 7          |
| 4 × 400 m | Jamaïque                                                    | 3 min 09 s 0    | Cuba                          | 3 min 10 s 1    | Trinité-et-Tobago                | 3 min 13 s 3    |
| Records et Performances - AR : Record continental (area record) - CR : Record des championnats (championship record) - MR : Record du meeting (meet record) - NR : Record national (national record) - OR : Record olympique (olympic record) - PR : Record paralympique (paralympic record) - PB : Record personnel (personal best) - SB : Meilleure performance personnelle de la saison (season's best) - WL : Meilleure performance mondiale de l'année (world leader) - WJR : Record du monde junior (world junior record) - WR : Record du monde (world record) Circonstances et Conditions - DNF : N'a pas terminé (did not finish) - DNS : N'a pas pris le départ (did not start) - DQ : Disqualification (disqualification) - NM : Aucun essai valable enregistré (No Mark) - Q : Qualifié « directement » au prochain tour (ou à la prochaine compétition), lors d'une compétition majeure, grâce au classement ou à la réalisation des minima (automatic qualifier) - q : Qualifié au prochain tour (ou à la prochaine compétition), lors d'une compétition majeure, grâce au repêchage ou à la réalisation de l'une des meilleures performances parmi celles des « non qualifiés directement » (grâce au meilleur temps ou à la meilleure distance par exemple) (secondary qualifier) |                                                             |                 |                               |                 |                                  |                 |

### Femmes
| Épreuve | Or                         | Or           | Argent                   | Argent       | Bronze                      | Bronze       |
| --- | -------------------------- | ------------ | ------------------------ | ------------ | --------------------------- | ------------ |
| 100 m | Fulgencia Romay Cuba       | 11 s 6       | Silvia Chivás Cuba       | 11 s 6       | Rosie Allwood Jamaïque      | 11 s 9       |
| 200 m | Fulgencia Romay Cuba       | 23 s 6       | Silvia Chivás Cuba       | 23 s 9       | Diva Bishop Panama          | 24 s 1       |
| 400 m | Marilyn Neufville Jamaïque | 53 s 5       | Carmen Trustée Cuba      | 54 s 0       | Yvonne Saunders Jamaïque    | 54 s 3       |
| 800 m | Carmen Trustée Cuba        | 2 min 14 s 6 | Aurelia Pentón Cuba      | 2 min 15 s 1 | Beverly Panton Jamaïque     | 2 min 15 s 8 |
| 1 500 m | Lucía Quiroz Mexique       | 4 min 34 s 2 | Enriqueta Nava Mexique   | 4 min 37 s 5 | Melquises Fonseca Cuba      | 4 min 38 s 5 |
| 100 m haies | Marlene Elejalde Cuba      | 13 s 7       | Lourdes Jones Cuba       | 14 s 0       | Carmen Smith-Brown Jamaïque | 14 s 1       |
| 200 m haies | Lourdes Jones Cuba         | 28 s 0       | Raquel Martínez Cuba     | 28 s 2       | Enriqueta Basilio Mexique   | 29 s 0       |
| Saut en hauteur | Audrey Reid Jamaïque       | 1,73 m       | Andrea Bruce Jamaïque    | 1,70 m       | Marima Rodríguez Cuba       | 1,67 m       |
| Saut en longueur | Marina Samuells Cuba       | 5,93 m       | Marcia Garbey Cuba       | 5,68 m       | Yvonne Saunders Jamaïque    | 5,65 m       |
| Lancer du poids | Carmen Romero Cuba         | 14,25 m      | Grecia Hamilton Cuba     | 14,04 m      | Orlanda Lynch Suriname      | 10,20 m      |
| Lancer du disque | Carmen Romero Cuba         | 55,24 m      | María Betancourt Cuba    | 49,38 m      | Orlanda Lynch Suriname      | 34,02 m      |
| Lancer du javelot | Tomasa Núñez Cuba          | 51,64 m      | Milagros Bayard Cuba     | 41,54 m      | Celina Surga Venezuela      | 37,56 m      |
| Pentathlon | Marlene Elejalde Cuba      | 4341 pts     | Lucía Vaamonde Venezuela | 4333 pts     | Marcia Garbey Cuba          | 4122 pts     |
| 4 × 100 m | Cuba                       | 45 s 4       | Jamaïque                 | 46 s 0       | Venezuela                   | 47 s 2       |
| 4 × 400 m | Cuba                       | 3 min 38 s 6 | Jamaïque                 | 3 min 41 s 0 | Trinité-et-Tobago           | 4 min 03 s 2 |
| Records et Performances - AR : Record continental (area record) - CR : Record des championnats (championship record) - MR : Record du meeting (meet record) - NR : Record national (national record) - OR : Record olympique (olympic record) - PR : Record paralympique (paralympic record) - PB : Record personnel (personal best) - SB : Meilleure performance personnelle de la saison (season's best) - WL : Meilleure performance mondiale de l'année (world leader) - WJR : Record du monde junior (world junior record) - WR : Record du monde (world record) Circonstances et Conditions - DNF : N'a pas terminé (did not finish) - DNS : N'a pas pris le départ (did not start) - DQ : Disqualification (disqualification) - NM : Aucun essai valable enregistré (No Mark) - Q : Qualifié « directement » au prochain tour (ou à la prochaine compétition), lors d'une compétition majeure, grâce au classement ou à la réalisation des minima (automatic qualifier) - q : Qualifié au prochain tour (ou à la prochaine compétition), lors d'une compétition majeure, grâce au repêchage ou à la réalisation de l'une des meilleures performances parmi celles des « non qualifiés directement » (grâce au meilleur temps ou à la meilleure distance par exemple) (secondary qualifier) |                            |              |                          |              |                             |              |

## Tableau des médailles
| Rang | Nation            | Or | Argent | Bronze | Total |
| ---- | ----------------- | -- | ------ | ------ | ----- |
| 1    | Cuba              | 22 | 19     | 10     | 51    |
| 2    | Jamaïque          | 9  | 6      | 7      | 22    |
| 3    | Mexique           | 3  | 4      | 4      | 11    |
| 4    | Venezuela         | 2  | 1      | 5      | 8     |
| 5    | Porto Rico        | 1  | 7      | 4      | 12    |
| 6    | Trinité-et-Tobago | 1  | 0      | 3      | 4     |
| 7    | Guatemala         | 0  | 1      | 0      | 1     |
| 8    | Suriname          | 0  | 0      | 2      | 2     |
| 9    | Panama            | 0  | 0      | 1      | 1     |
| 9    | Grenade           | 0  | 0      | 1      | 1     |
| 9    | Bahamas           | 0  | 0      | 1      | 1     |